# Alison Thewliss
Alison Emily Thewliss (née le 13 septembre 1982) est une femme politique du Parti national écossais (SNP). Elle est députée de Glasgow Central de 2015 à 2024.
Avant d'être élue à Westminster, Thewliss est conseillère municipale de Glasgow pour le quartier Calton, élue pour la première fois en 2007. Durant son mandat de conseillère, elle est porte-parole du SNP sur les services fonciers et environnementaux.

## Biographie
Thewliss fréquente le Carluke High School et étudie la politique et les relations internationales à l'Université d'Aberdeen.
Thewliss rejoint le SNP à l'âge de dix-sept ans à la suite du Référendum de dévolution de l'Écosse de 1997. Elle est trop jeune pour voter au référendum, mais effectue un sondage de sortie dans un bureau de vote dans le cadre d'un projet d'études modernes, qui la met en contact avec des représentants de partis politiques écossais. Alors qu'elle est encore étudiante, elle s'implique dans le démarchage pour le SNP lors des élections du Parlement écossais de 2003. Quelques mois plus tard, elle est employée comme chercheuse pour Bruce McFee. Au moment où McFee décide de ne pas se présenter aux élections en 2007, le parti recherche des candidats aux élections locales. Thewliss accepte de se présenter pour le quartier de Calton lors de l'élection du conseil municipal de Glasgow en 2007, qui utilise un nouveau système de quartiers à plusieurs représentants, et est l'une des 19 candidats du SNP à avoir remporté des sièges auparavant occupés par des conseillers travaillistes écossais sous l'ancien système uninominal. Elle est réélue en 2012, mais quitte son poste de conseillère après avoir été élue députée de Glasgow Central aux élections générales de 2015.
Thewliss fait campagne sur la question de la politique de crédit d'impôt révisée du gouvernement limitant les nouveaux demandeurs à deux enfants à partir de 2017, une politique introduite par le chancelier George Osborne dans son budget de juillet 2015. Elle déclare peu de temps après que la mesure budgétaire est "incroyablement désagréable" car les femmes qui ont été violées devraient justifier leur cas lorsque l'enfant serait leur troisième.

## Vie privée
Alison Thewliss est mariée à un développeur de logiciels. Le couple a un fils en 2010 et une fille en 2013.